# Moyon Villages
Moyon Villages is een gemeente in het Franse departement Manche (regio Normandië). De plaats maakt deel uit van het arrondissement Saint-Lô. Moyon Villages is op 1 januari 2016 ontstaan door de fusie van de gemeenten Chevry, Le Mesnil-Opac en Moyon. De gemeente telde 1.465 inwoners op 1 januari 2022.

## Geografie
De oppervlakte van Moyon Villages bedroeg op 1 januari 2022 32,94 vierkante kilometer; de bevolkingsdichtheid was toen 44,5 inwoners per km².

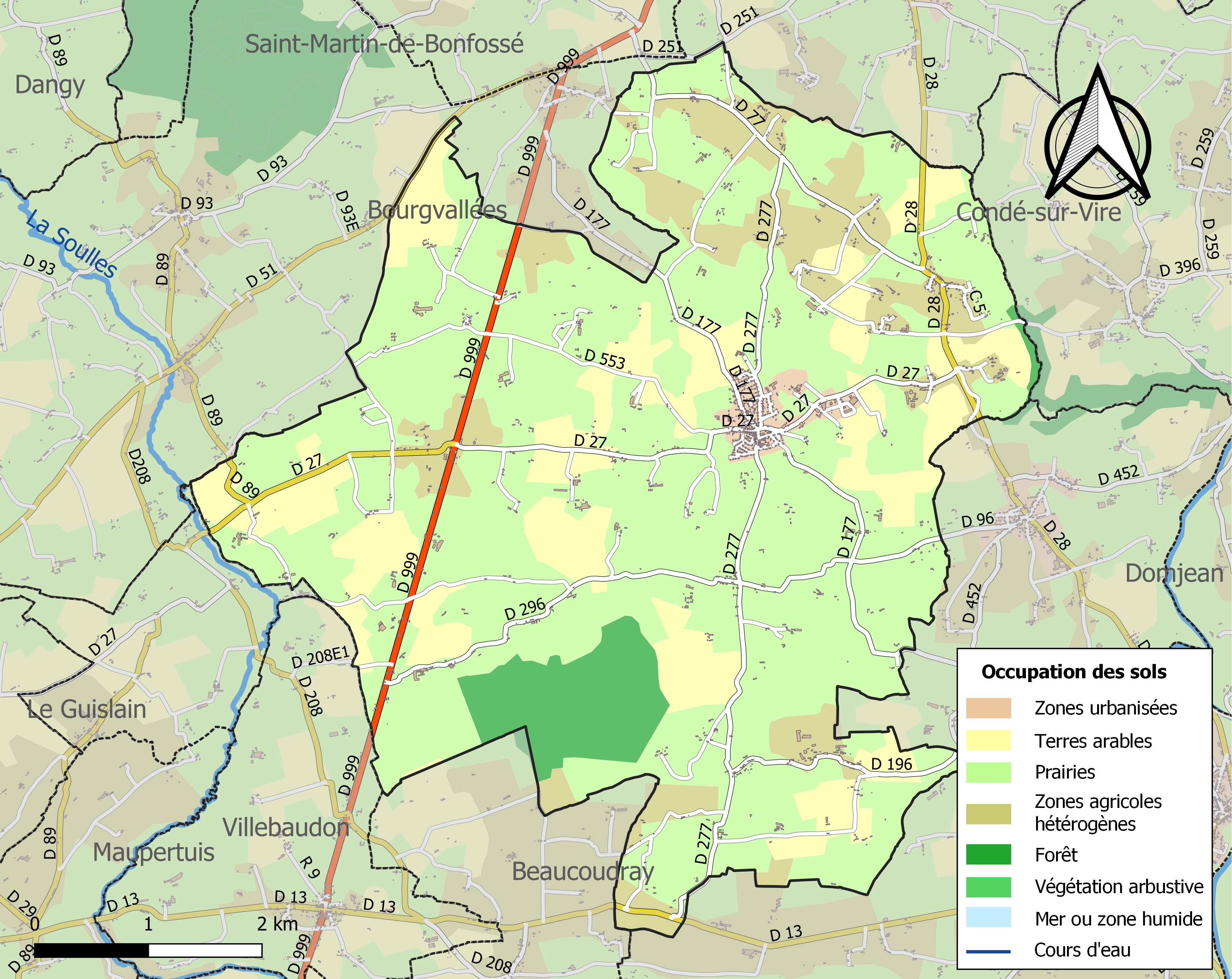
Kaart van de gemeente met de belangrijkste infrastructuur, bodemgebruik en omliggende gemeenten